# Tal'menka
Tal'menka (in russo Тальменка?) è un insediamento di tipo urbano del settore meridionale della Siberia Occidentale situato nel Territorio dell'Altaj,  in Russia. È il centro amministrativo del distretto Tal'menskij.
La località si trova sulla riva destra del fiume Čumyš, 84 km a nord della capitale Barnaul.